# Георги Джагаров (литературна награда)
Литературната награда „Георги Джагаров“ е награда за патриотична поезия, която се връчва ежегодно на 14 юли (рождения ден на поета).
Тя е създадена през 2004 г. от Съюза на българските писатели като наследник на наградата, учредена през 1972 г. от Колегиума на Министерството на народната просвета и връчвана ежегодно на съвременен български автор за приноса му в развитието на националната литература за деца и юноши за предходната година.

## Статут
Некоректен статут. Наградата се връчва единствено на членове на СБП, което не е упоменато в условията.

## Наградени автори
- 2004 – Михаил Белчев (Жури в състав Николай Петев, председател на СБП, и членове Наджи Ферхадов и Петко Братинов)[1]
- 2005 – Ваня Петкова [2]
- 2006 – Ивайло Балабанов[3]
- 2007 – Минчо Минчев (поет)[4]
- 2008 – Никола Инджов[5]
- 2009 – Филип Хорозов[6]
- 2010 – Надя Попова[7][8]
- 2011 – Петър Андасаров[9]
- 2012 – Ивайло Диманов (Жури в състав Петър Андасаров, Захари Иванов, Михаил Белчев и Николай Петев)[10]
- 2013 – Матей Шопкин[11]
- 2014 – Христо Ганов[12]
- 2015 – Драгомир Шопов[13][14]
- 2016 – Андрей Андреев[15][16]
- 2017 – Трендафил Василев[17][18]
- 2018 – Найден Вълчев[19]
- 2019 – Иван Гранитски[20]
- 2020 – Борислав Геронтиев[21]
- 2021 – Атанас Звездинов[22][23]
- 2022 – Елка Няголова (Жури в състав Боян Ангелов, Надя Попова и Трендафил Василев)[24]
- 2023 – Венко Евтимов[25]
- 2024 – Боян Ангелов[26]
- 2025 – Георги Ангелов[27]